# José Torrealba
José Antonio Torrealba Acevedo (Acarigua, Estado Portuguesa, Venezuela, 13 de junio de 1980) es un exfutbolista venezolano que jugaba como delantero y su último equipo fue el Club Quebracho de la Asociación Tarijeña de Fútbol de Bolivia.

## Biografía

### Mamelodi Sundowns
En 2005 participó la Copa de la Paz disputando los 3 partidos contra la Real Sociedad, Tottenham FC y Boca Juniors dando un pase de gol.
El 7 de agosto de 2005 debutó contra el Silver Stars en la primera jornada de la Liga Sudáfricana con victoria de 1-0 disputando 74 minutos.
En la Liga Sudafricana 2005/06 disputó 26 partidos marcando 7 goles quedando campeones.
En la Liga Sudafricana 2006/07 disputó 24 partidos marcando 8 goles quedando campeones por segunda vez consecutiva.
Cuando se le preguntó acerca de la cantidad de tripletas conseguidas en suelos sudafricanos, el atacante criollo manifestó: “Es la primera tripleta en partidos oficiales, anteriormente lo hice ante el Namibia en un partido de pretemporada pero en partidos oficiales es la primera y única hasta ahora”.
El 5 de mayo de 2007 José “Buda” Torrealba no pudo ser de la partida en el encuentro de su equipo porque sufrió un esguince en su mano, que le apartó del intranscendente juego.
El 27 de mayo de 2007 José Torrealba ha firmado una extensión de contrato con el Mamelodi Sundowns de la Liga de Sudáfrica por dos años, por lo que estará ligado al club hasta 2009.
El 25 de julio de 2007 el agente del criollo denunció al club que presuntamente falsificó su firma para hacer efectiva la extensión lo que le impide salir del club y negociar con otros clubes. Su agente José Luis Aguirre hace un resumen de lo ocurrido: "En el contrato existe una cláusula donde el club puede hacer uso de la opción (extensión) por el jugador, esa cláusula tenía fecha limite el 30 de mayo de 2007 un mes antes de la finalización del contrato pero apareció una carta de recibo de la opción firmada supuestamente por Torrealba el 27 de marzo, sin embargo Torrealba se encontraba viajando por esos días por compromisos con la selección y es imposible que firmara el jugador el documento". "Tenemos los sellos de las aduanas que nos dan fe de esto, además, la firma presentada en el documento tiene sus diferencias con la original concluyó su agente. El problema afecta a la negociación con otros clubes tiene propuestas de Túnez, Emiratos Árabes Unidos y México, el Shaneng (campeón de China) y el Maccabi Haifa FC de Israel que jugara la champions.
El 17 de octubre de 2007 el futbolista Torrealba, está a un paso de vestir la camiseta del Arminia Bielefeld de la Bundesliga (primera división de Alemania), con lo que se convertiría en el primer venezolano en actuar en uno de los torneos más importantes del fútbol europeo.
De acuerdo a lo informado por fuentes allegadas al joven, “éste sólo espera por el fallo a favor del tribunal en Sudáfrica, en el que se introdujo una demanda contra su club el Mamelodi Sundown por falsificación de su firma en un documento de renovación de contrato”. Precisaron que luego de obtener la liberación Torrealba viajará a Alemania para presentarse ante su nuevo club, pasar el reconocimiento médico y esperar hasta la fecha de apertura de fichajes en Europa, para uniformarse y comenzar a ver acción en la Bundesliga.
No será sino hasta el 18 de noviembre cuando el caso de José “El Buda” Torrealba sea nuevamente auditado por los tribunales sudafricanos, tras la nueva protesta del Mamelodi, el jugador sigue en la espera por definir su futuro.
El 8 de diciembre de 2007 la instancia de apelaciones del organismo rector del fútbol del país africano (SAFA) ratificó la decisión tomada por las autoridades de la liga profesional. La misma había declarado como agente libre a Torrealba, tras determinarse que la renovación de su contrato con el Sundowns se hizo con una firma forjada.
Asimismo, la sentencia determinó que el club debe pagar una multa que incluye los gastos hechos por el jugador y el ente federativo para su participación en el juicio y la activación del proceso de apelación.

### Deportivo Táchira
Fue fichado por el Kaizer Chiefs pero jugó en condición de préstamo durante 6 meses con el Deportivo Táchira en el Torneo Clausura Venezolano 2007/08.
Marcó su primer gol con el Deportivo Táchira el 2 de febrero de 2008 contra el Portuguesa Fútbol Club en el minuto 42' jugando 85 minutos.

### Kaizer Chiefs
Según la página oficial del equipo Kaizer Chiefs de Sudáfrica, concluyó con éxito las negociaciones con el futbolista José Torrealba que permanecía como agente libre y que ha firmado un contrato de 2 años con el Kaizer que comenzara desde el 1 de junio de 2008, el jugador estuvo en Venezuela y pasó 6 meses a préstamo con el Deportivo Táchira. José Torrealba ganó el juicio de extensión de contrato por falsificación de firma y logró carta de libertad, luego de la apelación del Mamelodi Sundwos, sin embargo todo indicaba que su equipo iba hacer el Arminia Bielefeld de la Bundesliga Alemana pero en vista de la tardanza y la falta de forma física el acuerdo fracaso.

## Selección nacional
- Debutó en la Selección de fútbol de Venezuela en un partido amistoso disputado contra Selección de fútbol de Ecuador el 17 de agosto de 2005 disputado en el Estadio Reina del Cisne de Loja con resultado de 1-3 a favor de Ecudor y marcando gol en su debut en el minuto 70'.

- Su primer gol en la Selección de fútbol de Venezuela fue en su debut en un partido amistoso contra Selección de fútbol de Ecuador el 17 de agosto de 2005 disputado en el Estadio Reina del Cisne de Loja con resultado de 1-3 a favor de Ecuador y marcando gol en su debut en el minuto 70'.

- Debutó en una Eliminatoria al Mundial contra Perú el 3 de septiembre de 2005 disputado en el Estadio José Encarnación Romero de Maracaibo con resultado de 4-1 a favor, disputando 18 minutos entrando en el segundo tiempo y marcando 2 goles en su debut en el minuto 73' y 79'.
- Su primer gol en una Eliminatoria al Mundial fue contra Perú el 3 de septiembre de 2005 disputado en el Estadio José Encarnación Romero de Maracaibo con resultado de 4-1 a favor, disputando 18º minutos entrando en el segundo tiempo y marcando 2 goles en el minuto 73' y 79'.
- Debutó en Copa América contra Bolivia el 26 de junio de 2007 disputado den el estadio Polideportivo de Pueblo Nuevo de San Cristóbal con resultado de 2-2, disputando tan solo 12º minutos del segundo tiempo sustituyendo a Giancarlo Maldonado.

- Lleva 4 goles con la Vinotinto 2 en Eliminatorias al Mundial los 2 contra Perú y 2 en Amistosos contra Ecuador y Cuba. También marcó un gol en partido no oficial contra el País Vasco.

### Campeonato Sudamericano Sub-20
| Sudamericano Sub-20 | Sede      | Resultado    | PJ | Goles |
| ------------------- | --------- | ------------ | -- | ----- |
| Sudamericano 1999   | Argentina | Primera fase | 3  | 0     |

- Disputó 3 partidos 1 de titular contra Argentina, Perú y Chile disputando 110 minutos.

### Torrealba en la Vinotinto
| Detalle                  | Juegos | Goles |
| ------------------------ | ------ | ----- |
| Copa América             | 2      | 0     |
| Eliminatorias al Mundial | 3      | 2     |
| Amistosos                | 10     | 2     |
| Total                    | 15     | 4     |

Último Partido: Venezuela - Antillas Neerlandesas (09 Jun 2008)

### Participaciones en Copa América
| Copa América      | Sede      | Resultado | PJ | Goles |
| ----------------- | --------- | --------- | -- | ----- |
| Copa América 2007 | Venezuela | Cuartos   | 2  | 0     |

- En la Copa América Venezuela 2007 disputó 2 partidos los 2 de suplente Venezuela 2-2 Bolivia entrando en el minuto 78', Venezuela 0-0 Uruguay entrando en el minuto 57', no jugó en los cuartos de final.

### Participaciones en Eliminatorias al Mundial
| Eliminatorias    | Resultado | PJ | Goles |
| ---------------- | --------- | -- | ----- |
| Eli.Mundial 2006 | 8.º Lugar | 3  | 2     |

## Clubes
| Club                     | País      | Año       | PJ | Goles |
| ------------------------ | --------- | --------- | -- | ----- |
| Llaneros FC              | Venezuela | 1999      |    |       |
| ULA FC                   | Venezuela | 1999-2001 | 20 | 12    |
| Estudiantes de Mérida FC | Venezuela | 2001-2002 | 21 | 11    |
| Deportivo Táchira FC     | Venezuela | 2002-2003 | 30 | 7     |
| Estudiantes de Mérida FC | Venezuela | 2003-2005 | 27 | 10    |
| Mamelodi Sundowns        | Sudáfrica | 2005-2007 | 50 | 15    |
| Deportivo Táchira FC     | Venezuela | 2007-2008 | 15 | 6     |
| Kaizer Chiefs FC         | Sudáfrica | 2008-2010 | 18 | 5     |
| ACCD Mineros de Guayana  | Venezuela | 2011-2011 | 10 | 5     |
| Carabobo FC              | Venezuela | 2011-2012 | 7  | 0     |
| ACD Lara                 | Venezuela | 2012-2014 | 26 | 7     |
| Portuguesa FC            | Venezuela | 2014      | 2  | 0     |
| Metropolitanos FC        | Venezuela | 2015      | 7  | 1     |
| Trujillanos FC           | Venezuela | 2015-2017 | 0  | 0     |
| Llaneros FC              | Venezuela | 2017      | 0  | 0     |

### Competiciones
| Competición        | PJ | Goles |
| ------------------ | -- | ----- |
| Liga Venezolana    |    | 57    |
| Liga Sudáfricana   | 66 | 20    |
| Selección nacional | 15 | 4     |
| Total de Carrera   |    | 81    |

## Palmarés

### Campeonatos nacionales
| Título           | Club                  | País      | Año       |
| ---------------- | --------------------- | --------- | --------- |
| Liga Venezolana  | Estudiantes de Mérida | Venezuela | 2001-2002 |
| Liga Sudáfricana | Mamelodi Sundowns     | Sudáfrica | 2005-2006 |
| Liga Sudáfricana | Mamelodi Sundowns     | Sudáfrica | 2006-2007 |
| Liga Venezolana  | Deportivo Táchira     | Venezuela | 2007-2008 |
| Copa MTN 8       | Kaizer Chiefs FC      | Sudáfrica | 2008      |

- Datos: Q1369812